# Kalundsborgs län
Kalundsborgs län var ett danskt län fram till 1662. Det bestod av Ars härad och Skippinge birk.